# Хриси Амудија
Хриси Амудија (грч. Χρυσή Αμμουδιά) је приморско насељено место на острву  Тасос у периферији Источна Македонија и Тракија, Грчка. Према попису из 2021. године било је 67 становника.
Насеље је подигнуто шездесетих година 20. века код цркве Свете Петке. Први пут се помиње на попису из 1971. године без становника, док је 1981. године имало три мештана.